# Michael Sars
Denna artikel handlar om den norska biologen och teologen Michael Sars. Se även åländska skolfartyget M/S Michael Sars.
Michael Sars, född 30 augusti 1805 i Bergen i Norge, död 22 oktober 1869 i Kristiania (nuvarande Oslo), var en norsk biolog och teolog, som gjorde betydelsefulla insatser inom marinbiologi. Han var far till Ernst och Georg Ossian Sars. 

## Biografi
Michael Sars studerade naturalhistoria och teologi vid universitetet i Oslo, där han 1828 tog examen i teologi. Därefter undervisade han vid ett flertal lärosäten i Norge. År 1831 utsågs han till präst i Tromsø, och efter några år fick han tjänst utanför Bergen. Han fick slutligen en professur i zoologi vid universitetet, och han stannade där under resten av sitt liv. Han ivaldes 1855 som ledamot nummer 521 av Kungliga Vetenskapsakademien.
År 1831 gifte han sig med Maren Welhaven, syster till diktaren Johann Sebastian Welhaven. De fick sju söner och sju döttrar. Sonen Georg Ossian Sars gick i hans fotspår, fullföljde hans arbete och blev likaledes berömd.
Skolfartyget Michael Sars är uppkallad till hans ära.

## Bidrag till biologin
Sars gav ut sin första skrift, en marinbiologins vetenskapshistoria, 1829, och den andra 1835, som behandlar hans egna observationer. Dessutom skrev han Fauna Littoralis Norvegiae, ett omfattande verk i två band. I dessa beskriver Sars en ny slags taxon, som vid tiden behandlades slentrianmässigt, men han redogör även för livs- och reproduktionscykler, mat och näringskedjor, etiologi och geografisk utbredning. 
Den brittiske zoologen Edward Forbes hade inom biogeografin argumenterat för att inga djur kunde leva i ett djup av 550 meter. Sars kunde förneka detta med egna observationer som publicerades i flera norska tidskrifter, och han dokumenterade en riklig fauna som levde i de norska fjordarna. Till följd av sina undersökningar, beskrev Sars Rhizocrinus lofotensis, vilket var den första levande sjölilja som beskrivits. Detta sporrade andra vetenskapsmän till liknande utforskningar i havsdjupen runt om i världen, bland dessa Charles Wyville Thomson som företog Challengerexpeditionen.
Michael Sars var en av de sista stora deskriptiva zoologer, som klarade av att katalogisera organismer i de flesta ordningar. Han beskrev även fossiler, och synes ha haft ett brett intresseområde.
Stortinget gav honom i uppdrag att biologiskt undersöka fiskerierna, särskilt för sill och torsk. Han hade påbörjat dessa undersökningar när han avled, och arbetet slutfördes av hans son.